# Armona
Armona és una concentració de població designada pel cens dels Estats Units a l'estat de Califòrnia. Segons el cens del 2000 tenia 3.239 habitants.

## Demografia
Segons el cens del 2000, Armona tenia 3.239 habitants, 961 habitatges, i 786 famílies. La densitat de població era de 651,3 habitants per km².
Dels 961 habitatges en un 47,8% hi vivien nens de menys de 18 anys, en un 58,5% hi vivien parelles casades, en un 16% dones solteres, i en un 18,2% no eren unitats familiars. En el 13,5% dels habitatges hi vivien persones soles el 5,7% de les quals corresponia a persones de 65 anys o més que vivien soles. El nombre mitjà de persones vivint en cada habitatge era de 3,37 i el nombre mitjà de persones que vivien en cada família era de 3,68.
Per edats la població es repartia de la següent manera: un 35,4% tenia menys de 18 anys, un 9,7% entre 18 i 24, un 29,3% entre 25 i 44, un 18,6% de 45 a 60 i un 7,1% 65 anys o més.
L'edat mediana era de 28 anys. Per cada 100 dones de 18 o més anys hi havia 91,6 homes.
La renda mediana per habitatge era de 32.790 $ i la renda mediana per família de 32.232 $. Els homes tenien una renda mediana de 26.905 $ mentre que les dones 22.981 $. La renda per capita de la població era d'11.850 $. Entorn del 24,2% de les famílies i el 26,6% de la població estaven per davall del llindar de pobresa.

## Poblacions més properes
El següent diagrama mostra les poblacions més properes.